# Burevo, Smolean
Burevo (în bulgară Бурево) este un sat în comuna Nedelino, regiunea Smolean,  Bulgaria. 

## Demografie
Componența etnică a satului Burevo
     Bulgari (98,3%)
     Nicio identificare (1,69%)
     Altele (0%)
La recensământul din 2011, populația satului Burevo era de 118 locuitori. Din punct de vedere etnic, majoritatea locuitorilor (98,3%) erau bulgari. Pentru 1,69% din locuitori nu este cunoscută apartenența etnică.